# Lucile Buchanan
Lucile Berkeley Buchanan Jones (1884–1989) foi a primeira mulher negra a se formar na Universidade do Colorado em Boulder. Ela se formou em alemão em 1918 e a bolsa Lucile Berkeley Buchanan foi criada em sua homenagem em abril de 2010. Buchanan Jones é lembrada por sua "independência feroz, tenacidade e determinação".

## Início da vida
Lucy Berkeley Buchanan nasceu em 13 de junho de 1884, filha de Sarah Lavina Bishop Buchanan e James Fenton Buchanan. Seus pais nasceram escravos nas plantações da Virgínia. Buchanan Jones afirmou - e outras evidências sugerem - que Edmund Berkeley, o escravo branco proprietário da plantação de Sarah Bishop, era o pai de Sarah Bishop e avô de Buchanan Jones. “Lucy” era o nome de uma das filhas brancas de Edmund Berkeley. Seu nome do meio, “Berkeley”, seguia a tradição da Virgínia de nomear uma criança em nome de um dos pais ou avós. Buchanan Jones mais tarde mudou não oficialmente seu nome de Lucy para Lucile.
Os pais de Buchanan Jones se casaram em novembro de 1872 na Virgínia. Enquanto ainda morava na Virgínia, Sarah Bishop Buchanan deu à luz uma filha que morreu logo após o nascimento e, em seguida, Hattie, Hannah, Laura e seu único filho Fenton Mercer.
Os Buchanans mudaram-se para Denver, Colorado, em maio de 1882. Eles foram a primeira família Black a possuir uma propriedade na subdivisão de Barnum. No entanto, eles não se mudaram para Barnum até entre 1886 e 1888 por causa da falta de água, estradas, transporte, serviço postal, igrejas, médicos e lojas. Os Buchanans construíram uma casa de cinco quartos no estilo Queen Anne no terreno que ainda estava de pé em 2018.
Lucy Berkeley Buchanan foi a primeira filha dos Buchanans nascida no Colorado. Mais quatro crianças nasceram no Colorado: Sadie, Edith, Nellie e Claribel.

## Educação e carreira
Buchanan Jones se formou na Villa Park High School em junho de 1901. Após a formatura, ela trabalhou brevemente como professora substituta no colégio, depois para uma editora e como contadora.
Buchanan matriculou-se em um programa de certificação de professores de dois anos na agora University of Northern Colorado em 1903 (então Colorado State College for Education em Greeley). Ela foi a única aluna negra em sua turma de graduação em 1905 e foi a primeira aluna negra a ganhar um diploma normal (de ensino) lá.
Depois de se formar na UNC, Buchanan Jones tentou, sem sucesso, conseguir um emprego de professor no Colorado. Ela conseguiu um emprego de professora no Arkansas Baptist College em Little Rock. Ela se candidatou a um emprego de professora em Denver em 1908, mas novamente não teve sucesso. Buchanan Jones lecionou em seguida na Langston High School, a única escola secundária negra em Hot Springs, Arkansas, entre 1912 e 1915.
No ano seguinte, Buchanan matriculou-se na University of Chicago para estudar grego, alemão e inglês, onde estudou por um ano antes de se formar em alemão na University of Colorado Boulder. Buchanan era fluente em alemão e lia latim.

## Casamento e vida pessoal
Lucile Buchanan casou-se com John Dotha Jones em outubro de 1926. Jones, que já era formado pela Columbia University e se matriculou no programa de pós-graduação da University of Chicago, conseguiu emprego no US Postal Service. Seu casamento acabou desmoronando e Jones saiu sem aviso prévio em 1 de dezembro de 1935. Buchanan Jones pediu o divórcio, que foi concedido em abril de 1940, com base em adultério, crueldade extrema e repetida, deserção intencional e embriaguez habitual. No entanto, Buchanan Jones continuou a usar seu nome de casada "Sra. Jones" 46 anos após o divórcio.
Os sapatos que ela usou no casamento, feitos pela Louvre Boot Company, em Kansas City, Missouri, estão no Museu de Boulder.
Com profundas raízes batistas, Buchanan Jones se tornou o primeiro secretário de gravação da Convenção Nacional de Coros e Coros Gospel.
Buchanan Jones foi uma republicana ao longo da vida, assim como seus pais e a maioria dos negros na época. Ela deu seu primeiro voto para presidente em novembro de 1920 e votou em 14 eleições presidenciais. Ela sentia fortemente que o voto e a liberdade estavam ligados.

## Vida posterior e morte
Após sua aposentadoria em 1949, Buchanan Jones voltou a morar na casa de sua família em Denver com seu irmão Fenton. Depois que Fenton morreu em 1963, um vizinho e amigo de Fenton, Herman Dick, tornou-se seu motorista e assistente pessoal. Mais tarde, a visão e a saúde geral de Buchanan Jones pioraram. Em 1986, ela foi colocada sob a jurisdição do Departamento de Serviços Humanos do Colorado e, em 3 de março daquele ano, foi fisicamente contida, removida de sua casa e levada para o Stovall Care Center. Ela nunca mais voltaria para casa. Ela morreu em 10 de novembro de 1989 aos 105 anos. Ela foi inicialmente enterrada em uma sepultura sem marca. Fred Walsen, um aficionado por história, leu sobre o enterro de Buchanan Jones no Rocky Mountain News e providenciou para que seu nome.